# 清蓉动车组列车
清蓉动车组列车是中国铁路运行于直辖市北京市清河站至四川省省会成都市成都东站的动车组列车，自2025年1月5日起开行，客运里程1853公里，途经北京市、河北省、山西省、陕西省、四川省四省一市，客运乘务由成都局集团成都客运段担任。其中清河站至成都东站运行11小时19分，使用车次为D1045次；成都东站至清河站运行11小时42分，使用车次为D1046次。

## 历史
2011年1月11日，京广线增开两对跨线夕发朝至卧铺动车组列车，其中包括北京西～成都D317/318次，经由京广铁路、郑西客运专线、西康铁路、襄渝铁路、达成铁路、遂成铁路运行，但其在同年8月28日降级为K817/818次列车。
2025年1月5日，全国铁路调图，因集大原高速铁路建成通车，北京至成都间首次开行经由京张城际铁路、张大客运专线、大西客运专线、西成客运专线的普通动车组列车，车次为D1045/1046次。

## 列车编组
本对列车使用配属成都局集团成都东动车运用所的CRH3A，重联运行。
| 车厢号 | 1/9         | 2-4/10-12   | 5/13               | 6-8/14-16   |
| 车型   | ZY 一等座车 | ZE 二等座车 | ZEC 二等座车／餐车 | ZE 二等座车 |

## 车体交路
清蓉动车组列车当前与D1047/1048次列车共用车体，具体交路为（数据日期：2025年1月5日）：
出库→成都东开D1046至清河→清河开D1047至太原南→太原南过夜→太原南开D1048至清河→清河开D1045至成都东→回库